# Dromornis murrayi
Dromornis murrayi es una especie extinta de ave anseriforme de la familia Dromornithidae. Fue descubierta en 2016 en Riversleigh, al Norte de Queensland, Australia. Vivió entre el Oligoceno y el Mioceno. A pesar de su gran peso y tamaño, los investigadores creen que fue la especie más pequeña de su género.